# DYNAMITE MAKER
DYNAMITE MAKER（ダイナマイトメーカー）は、日本のロックバンド。

## 概要
「第1回吉本興業によるロックバンドオーディション」内の公開オーディションでデビューのチャンスをつかみ、1994年5月に吉本興業所属初となるロックバンドとしてシングル『You In The Mirror/Misty Town』でメジャー・デビュー。ROCK IT RECORDSとパイオニアLDCからシングル5枚、アルバム2枚をリリースした。1997年7月のライブをもって解散。

## メンバー
- 平本淳（ボーカル）
- 新井雅之（ギター）
- 北尾敏（ベース）
- 吉實克敏（ドラムス）

## タイアップ一覧
| 使用年 | 曲名                     | タイアップ                                             |
| ------ | ------------------------ | ------------------------------------------------------ |
| 1994年 | You In The Mirror        | ABCテレビ『笑いの剣』エンディングテーマ                |
| 1994年 | Misty Town               | よみうりテレビ・日本テレビ系『ダウンタウンDX』テーマ曲 |
| 1994年 | ただ明日に負けないように | タカラ「ペンタッチノルン」CMソング                     |
| 1994年 | ただ明日に負けないように | ABCテレビ『笑いの剣』オープニングテーマ                |
| 1995年 | BIRDY                    | TBS『慢性吉本炎』エンディングテーマ                    |
| 1995年 | BUTTERFLY                | ABCテレビ『すんげー!Best10』エンディングテーマ         |
| 1996年 | Old Guitar               | ABCテレビ『すんげー!Best10』エンディングテーマ         |